# 이영순 (1962년)
이영순(李永順, 1962년 3월 5일~)은 대한민국의 정치인이다. 울산 동구청장, 제17대 국회의원을 역임하였다. 강원도 원주시 출생이다.

## 학력
- ~1985 고려대학교 사회학과를 졸업

## 경력
- 1989 울산교육민주화교사협의회 간사
- 1999.10~2002.06 제2대 울산광역시 동구 구청장
- 2000.01.20 민주노동당 입당
- 2004.05~2008.05 제17대 민주노동당 국회의원
- 2004.07 국회 예산결산특별위원회 위원
- 2006.06 민주노동당 공보부대표
- 2008.07~2011.12 민주노동당 최고위원
- 2013.03~2013.12 우리겨레하나되기운동본부 이사장
- 2013.08~교육협동조합 상상공장 이사
- 통합진보당
- 대한민국헌정회 울산지회장

## 가족 관계
- 배우자 김창현: 전직 제1대 울산광역시 동구청장

## 역대 선거 결과
|  | 45.86% |

|  | 13.3% |

|  | 36.77% |